# Russi
Russi là một đô thị ở tỉnh Ravenna trong vùng Emilia-Romagna, tọa lạc khoảng 60 km về phía đông của Bologna và khoảng 14 km về phía tây nam của Ravenna. Tại thời điểm ngày 31 tháng 12 năm 2004, đô thị này có dân số 10.723 người và diện tích là 46,1 km².
Đô thị Russi có các frazioni (các đơn vị cấp dưới, chủ yếu là các làng) Godo, San Pancrazio, Cortina, Chiesuola, Pezzolo, Borgo Zampartino, Borgo Violetta, và Borgo Testi Rasponi.
Russi giáp các đô thị sau: Bagnacavallo, Faenza, Forlì, Ravenna.

## Biến động dân số
y un niño gay